# Sauvetage des Juifs du Danemark

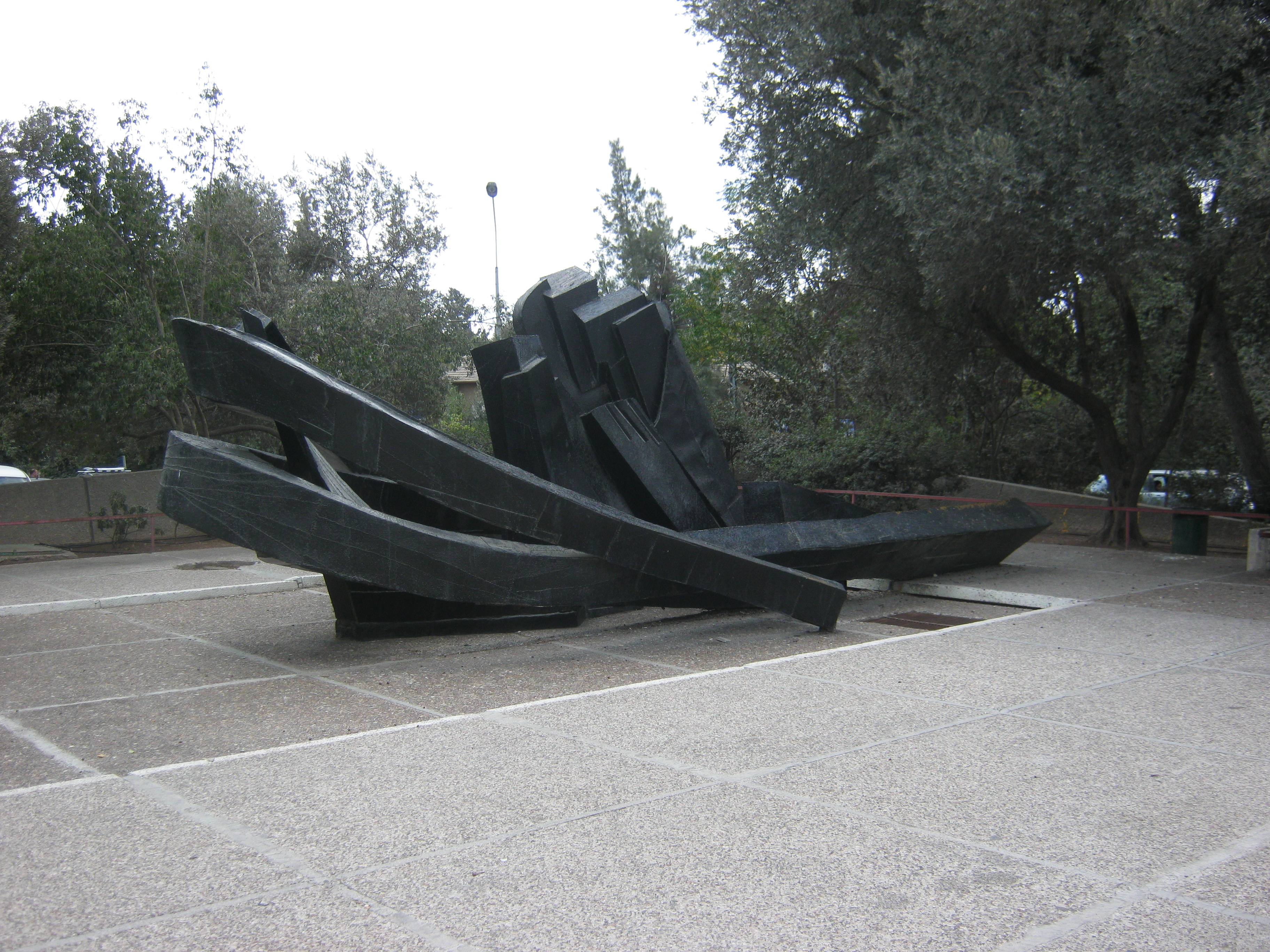
Mémorial au square du Danemark à Jérusalem.

Le sauvetage des Juifs du Danemark eut lieu pendant l'occupation du Danemark par le Troisième Reich lors de la Seconde Guerre mondiale. Le 1er octobre 1943, Adolf Hitler ordonna l'arrestation et la déportation des Juifs du Danemark. Malgré de grands risques pour leur vie, la Résistance danoise, avec l'aide de nombreux citoyens danois, parvint à faire évacuer 7 220 des 7 800 Juifs du pays, ainsi que 686 conjoints non-juifs, via la mer à destination de la Suède alors neutre.
Le sauvetage permit à la grande majorité de la population juive du Danemark d'éviter sa capture par les nazis. Il est considéré comme l'une des plus grandes actions de résistance collective dans les pays occupés par l'Allemagne nazie. Grâce à ce sauvetage, et à l'intercession ultérieure des Danois en faveur de 464 autres Juifs danois capturés et déportés au camp de concentration de Theresienstadt en Bohême, environ 98,5% de la population juive du Danemark survécut à l'Holocauste.

## «Protectorat modèle»
Le 9 avril 1940 l’Allemagne nazie envahit le Danemark et la Norvège. Conscient que la réussite d’une résistance armée était impossible et souhaitant éviter les victimes civiles, le gouvernement danois se rendit après quelques escarmouches symboliques le matin de l’invasion.
Le gouvernement allemand déclara que son occupation n’était qu’une mesure contre les Alliés et qu’il n’avait aucunement l’intention de perturber l’indépendance politique du Danemark. Le gouvernement danois ayant promis une « coopération loyale » aux Allemands, l’occupation du Danemark était relativement peu sévère au début. La propagande allemande se référait même au Danemark comme étant le « protectorat modèle », lui donnant le surnom de Front Crème (en allemand : Sahnefront), en référence à la relative tranquillité de l’occupation et à l’importante quantité de produits laitiers. Le roi Christian X a conservé son trône, le gouvernement danois, le Rigsdag (parlement) et les tribunaux nationaux ont continué de fonctionner. Même la censure de la radio et la presse étaient administrées par le gouvernement danois plutôt que par les autorités civiles et militaires de l’occupant allemand.
Pendant les premières années de l’occupation, les autorités danoises ont répété à plusieurs reprises aux autorités allemandes qu’il n’y avait pas de « problème juif » au Danemark. Les Allemands ont reconnu que le débat sur la « question juive » au Danemark était un problème potentiellement explosif qui pouvait détruire la relation « modèle » entre le Danemark et l’Allemagne et qui entraînerait des conséquences politiques et économiques négatives pour l’Allemagne. De plus, le Reich s’appuyait fortement sur l’agriculture danoise, qui fournissait de la viande et du beurre à 3,6 millions d’allemands en 1942. Par conséquent, lorsque des officiels allemands à Berlin ont tenté de mettre en place des mesures anti-juives au Danemark, même des nazis idéologiquement engagés tel Werner Best, représentant du Reich au Danemark, ont adopté une stratégie évitant et différant toute discussion sur les juifs du Danemark.
A la fin de l’année 1941, lors de la visite du ministre des Affaires étrangères danois Erik Scavenius à Berlin, les autorités allemandes (y compris Hermann Göring) ont insisté pour que le Danemark choisisse de ne pas éviter son « problème juif ». Un journal danois antisémite a profité de ces déclarations pour proférer des propos calomnieux contre les Juifs du pays ; peu de temps après, des individus ont tenté de déclencher un incendie à la Grande Synagogue de Copenhague. Le gouvernement danois a réagi avec vigueur : les tribunaux ont imposé d’importantes amendes et des peines d’emprisonnement aux auteurs et aux éventuels incendiaires, ainsi que d’autres mesures administratives. La sanction des crimes antisémites par le Danemark a été interprétée par les autorités allemandes comme une indication sur les intentions danoises a l’égard de toute mesure future qui pourrait être prise par l’occupant allemand contre les Juifs danois.    
Au milieu de l’année 1943, à la suite des défaites allemandes à Stalingrad et en Afrique du Nord, les Danois ont compris que vivre sous domination allemande n’était plus une certitude à long terme, comme cela l’était en 1940. À la même période, la Résistance danoise s’affirma dans ses actions de sabotage et dans sa presse clandestine. Durant l’été, plusieurs grèves à l’échelle nationale conduisirent à des affrontements armés entre les danois et les troupes allemandes. À la suite de l’augmentation des activités de résistances et des émeutes, les autorités d’occupation allemande présentèrent au gouvernement danois un ultimatum le 28 août 1943 : elles exigèrent une interdiction de grèves, un couvre-feu et la sanction du sabotage par la peine de mort. Considérant ces termes inacceptables et violant la souveraineté nationale, le gouvernement danois déclara l’état d’urgence. Une centaine de danois furent pris en otage, parmi lesquels le Grand rabbin Max Friediger et une douzaine d’autres Juifs. En réponse, le gouvernement danois démissionna le 29 août 1943. Le résultat fut l’administration directe du Danemark par les autorités allemandes. Cette forme directe de pouvoir signifiait la fin du « protectorat modèle », ainsi que la fin de la protection qu’avait fourni le gouvernement danois aux Juifs du pays jusqu’alors.

## Ordre de déportation et sauvetage
Débarrassé du gouvernement danois peu coopératif, les occupants nazis commencèrent à planifier la déportation des quelque 7 800 Juifs du Danemark vers les camps de concentration nazis. Le diplomate allemand Georg Ferdinand Duckwitz tenta sans succès d’assurer la sécurité des Juifs danois en Suède. Le gouvernement suédois dit à Duckwitz qu’il n'accepterait les Juifs danois qu'avec l’approbation des nazis, qui évidemment ignorèrent la demande. Le 28 septembre 1943, Duckwitz divulga les plans de l‘opération contre les Juifs danois au président du parti social-démocrate danois, Hans Hedtoft. Hedtoft contacta le mouvement de Résistance danois ainsi que le chef de la communauté juive, C.B Henriques, qui a son tour alerta le Grand rabbin provisoire, Dr Marcus Melchior. Lors des premiers offices du matin du 29 septembre, veille de Roch Hachana, les Juifs furent avertis par le rabbin Melchior de l’action prévue par les nazis, leur demanda de se cacher immédiatement et de répandre l’information à tous leurs parents et amis juifs. 
Les premières phases du sauvetage furent improvisées. Lorsque les fonctionnaires danois dans différents ministères ont appris le plan allemand de rassembler tous les Juifs danois, ils ont indépendamment pris différentes mesures dans le but de trouver les Juifs et de les cacher. Certains ont simplement contacté des amis leur demandant de feuilleter les annuaires téléphoniques et d’avertir les personnes ayant un nom à consonance juive pour qu’ils se cachent. La plupart des Juifs se cachèrent durant plusieurs jours ou plusieurs semaines, incertains de leur sort. Le dimanche 3 octobre, on lut en chaire une lettre paroissiale dans la plupart des églises. Celle-ci commençait par dire que la persécution allait contre les Évangiles : « Nous lutterons pour le droit de nos sœurs et nos frères juifs à conserver cette liberté à laquelle nous attachons plus de valeur qu'à la vie ».
Bien que la majorité des Juifs danois aient été cachés, ils auraient certainement été arrêtés si un passage vers la Suède n’avait pu être assuré en toute sécurité. La Suède avait auparavant reçu des Juifs norvégiens avec une sorte de connexion suédoise. Mais les actions pour sauver les norvégiens n’ont pas été pleinement efficaces, en raison du manque d’expérience dans la manière de traiter avec les autorités allemandes. Lorsque la loi martiale a été introduite au Danemark le 29 août, le ministère des Affaires étrangères suédois réalisa que les Juifs danois étaient en danger immédiat. Dans une lettre datée du 31 août, l’ambassadeur suédois à Copenhague a été autorisé par le Directeur juridique Gösta Engzell (qui avait représenté la Suède à la Conférence d’Evian de 1938 tenue dans le but de discuter des Juifs fuyant le régime nazi) de délivrer des passeports suédois afin de « sauver les Juifs danois et les amener ici ». Le 2 octobre, le gouvernement suédois a annoncé via une déclaration officielle que la Suède était prête à accepter tous les Juifs danois en Suède. C’était un message parallèle à une déclaration antérieure officieuse faites aux autorités allemandes en Norvège. Des groupes comme le club de couture d'Elseneur (en danois : Helsingør Syklub) ont aidé à transporter des Juifs en secret et en toute sécurité.
Le physicien danois Niels Bohr, dont la mère était juive, a adopté une position résolue pour ses concitoyens dans un appel personnel au roi de Suède et aux ministres du gouvernement. Le roi Gustav V lui accorda une audience à la suite d'un appel convaincant de Greta Garbo, qui connaissait Bohr. Il a été sorti de Suède, le gouvernement suédois lui ayant organisé son transport immédiat pour les États-Unis afin de travailler sur le projet Manhattan. Lorsque Bohr est arrivé sur le sol suédois, les représentants du gouvernement lui ont dit qu'il devait embarquer immédiatement sur un aéronef pour les États-Unis. Bohr refusa. Il a dit aux fonctionnaires, puis au roi, que tant que la Suède n’annoncerait pas sur ses ondes et dans la presse que ses frontières sont ouvertes pour accueillir les Juifs danois, il n’irait nulle part. Bohr lui-même raconta ces évènements. Comme le rapporte l'historien Richard Rhodes, le 30 septembre, Bohr persuada le roi Gustaf V de Suède de rendre publique la volonté de la Suède de donner l'asile, et le 2 octobre la radio suédoise annonçait que la Suède était prête à recevoir les réfugiés juifs. L'historien Richard Rhodes et d'autres interprètent les actions de Bohr en Suède comme étant un précurseur nécessaire sans lequel le sauvetage de masse n'aurait pu avoir lieu. Cependant, selon Paul A. Levine, qui ne mentionne pas du tout le facteur Bohr, le ministère des Affaires étrangères suédois a donné suite à des instructions claires données beaucoup plus tôt par le Premier ministre Per Albin Hansson et le ministre des Affaires étrangères Christian Günther, suivant une politique déjà établie en 1942. Même si les efforts de Bohr en Suède étaient peut-être superflus, il fit tout ce qu'il pouvait pour ses compatriotes.
Les Juifs ont été introduits clandestinement et transportés hors du Danemark par le détroit d'Øresund du Jutland à la Suède – une durée variable selon l'itinéraire spécifique et le temps, mais la moyenne était de moins d'une heure sur la mer houleuse d'hiver. Certains ont été transportés dans de grands bateaux de pêche d'un maximum de 20 tonnes, mais d'autres ont été transportés en chaloupes ou en kayaks. Le ketch Albatros était l'un des navires utilisés pour les passages clandestins en Suède. Certains réfugiés ont été introduits clandestinement dans des wagons de marchandises sur les ferries réguliers entre le Danemark et la Suède, cette route étant adaptée aux très jeunes ou trop âgés trop faibles pour endurer un difficile passage en mer. Les agents du Mouvement de la Résistance danois sont entrés dans des wagons de marchandises vides scellés par les Allemands après inspection, ont aidé les réfugiés à y monter et les ont refermés avec des sceaux allemands falsifiés ou volés pour empêcher d'autres inspections.
Les pêcheurs ont réclamé en moyenne 1 000 couronnes danoises par personne pour le transport, mais certains ont facturé jusqu'à 50 000 couronnes. Le salaire mensuel moyen à l'époque était inférieur à 500 couronnes, et la moitié des Juifs sauvés appartenaient à la classe ouvrière. Les prix étaient déterminés par les principes du marché de l'offre et de la demande, ainsi que par la perception du risque par les pêcheurs. Le Mouvement de la Résistance danois a participé activement à l'organisation du sauvetage et à son financement, principalement de riches danois qui ont fait don d'importantes sommes d'argent pour l’opération. On estime que le sauvetage a coûté environ 20 millions de couronnes, une moitié aurait été payée par des familles juives et l’autre moitié par des dons et des collectes.
Pendant les premiers jours du sauvetage, les Juifs se sont installés dans les nombreux ports de pêche sur la côte danoise pour attendre le passage, mais les officiers de la Gestapo ont commencé à suspecter l'activité autour des ports (dans la nuit du 6 octobre, environ 80 Juifs ont été arrêtés dans le grenier de l'église de Gilleleje, après la dénonciation d'une danoise amoureuse d'un soldat allemand). Après cela, les sauvetages devaient avoir lieu à partir de points isolés le long de la côte. En attendant leur tour, les Juifs se cachèrent dans les bois et dans des chalets loin de la côte, hors de vue de la Gestapo.
Certains réfugiés ne sont jamais arrivés en Suède : quelques-uns ont choisi de se suicider, d’autres ont été capturés par la Gestapo en route vers leur point d’embarquement, 23 d’entre eux ont été perdus en mer quand les navires ont chaviré et d'autres encore ont été interceptés en mer par des patrouilleurs allemands. La police portuaire danoise et la police civile ont souvent coopéré avec l'activité de sauvetage. Au départ, la Gestapo était à court de personnel et l'armée et la marine allemandes ont été appelées pour aider la Gestapo à empêcher le transport. Cependant, dans l'ensemble les troupes militaires allemandes se sont montrées moins enthousiastes dans l'opération et ont souvent fermé les yeux sur les évadés. Les Allemands locaux au commandement ont peut-être réellement facilité l'évasion, grâce à leurs propres calculs politique et leur inactivité,. 

## Arrestations et déportations
A Copenhague, l'ordre de déportation fut exécuté le Nouvel An juif, la nuit du 1er au 2 octobre, lorsque les Allemands supposaient que tous les Juifs seraient rassemblés à la maison. Le rassemblement a été organisé par les SS qui ont utilisé deux bataillons de police et une cinquantaine de volontaires danois membres des Waffen SS choisis pour leur familiarité avec Copenhague et le nord de la Zélande. Les SS se sont organisés en équipes de cinq hommes, chacune avec un Danois, un véhicule et une liste d'adresses à vérifier. La plupart des équipes n'ont trouvé personne, sauf une qui a trouvé quatre Juifs sur la cinquième adresse vérifiée. Là, un pot-de-vin de 15 000 couronnes fut rejeté et l'argent détruit. Les Juifs arrêtés ont été autorisés à apporter deux couvertures, de la nourriture pour trois ou quatre jours, et une petite valise. Ils ont été transportés au port, Langelinie, où deux grands navires les attendaient. L'un des membres danois des Waffen-SS croyait que les Juifs étaient envoyés à Dantzig.
Le 2 octobre, certains communistes danois arrêtés ont été témoins de la déportation de quelque 200 Juifs de Langelinie via le navire Wartheland. Parmi ceux-ci, un jeune couple marié réussit à convaincre les Allemands qu'ils n'étaient pas juifs et furent libérés. Le reste comprenait des mères avec des nourrissons, des malades et des personnes âgées ainsi que le rabbin Max Friediger et les autres otages juifs qui avaient été placés dans le camp d'internement danois, Horserød, du 28 au 29 août. Ils ont été conduits sous le pont sans leurs bagages sous des cris et des coups. Les Allemands prirent alors toute chose ayant de la valeur dans les bagages. Leur déchargement le lendemain à Swinemunde fut encore plus inhumain. De là, les Juifs ont été conduits dans deux wagons à bétail, environ une centaine par wagon. Pendant la nuit, alors qu'elle était encore enfermée dans le wagon, une mère juive pleurait que son enfant était mort. À titre de comparaison, les communistes danois étaient conduits avec «seulement» une cinquantaine de personnes par wagons. Néanmoins, ils ont rapidement commencé à souffrir de chaleur, de soif et de manque de ventilation. Ils n'avaient rien à boire avant d'avoir reçu de l'eau salée le 5 octobre, peu de temps avant d'être déchargés à Dantzig.
Seulement 580 Juifs danois n’ont pas réussi à atteindre la Suède. Certains d'entre eux sont restés cachés au Danemark jusqu’à la fin de la guerre, quelques-uns sont morts d'accidents ou se sont suicidés, et une poignée a eu une permission spéciale de rester. La grande majorité, 464 des 580, ont été capturés et envoyés au camp de concentration de Theresienstadt en Tchécoslovaquie occupée par l'Allemagne. Après la déportation de ces Juifs, d’importants fonctionnaires danois persuadèrent les Allemands d'accepter des paquets de nourriture et de médicaments pour les prisonniers. En outre, le Danemark a persuadé les Allemands de ne pas expulser les Juifs danois vers des camps d'extermination. Cela a été réalisé grâce à la pression politique danoise, en utilisant la Croix-Rouge danoise pour surveiller fréquemment l'état des Juifs danois à Theresienstadt. Au total, 51 Juifs danois - pour la plupart âgés - sont morts de maladie à Theresienstadt, mais en avril 1945, à l'approche de la fin de la guerre, 425 Juifs danois survivants (dont quelques-uns sont nés dans le camp) furent parmi les milliers de Juifs livrés par les Allemands à Folke Bernadotte de la Croix-Rouge suédoise et transporté en Suède dans les Bus blancs. Le nombre de victimes juives danoises pendant la Shoah figurent parmi les plus bas des pays occupés d'Europe. Selon Yad Vashem, 102 Juifs du Danemark seulement sont morts durant la Shoah.

## Reconnaissances
À son initiative, le mouvement de résistance danois a demandé à être honoré par Yad Vashem comme faisant partie du « juste parmi les nations » uniquement tel un effort collectif et sans faire des dossiers pour les nombreux individus impliqués. Même si normalement cette distinction est uniquement individuelle, exceptionnellement, le sauvetage des Juifs du Danemark est représenté et honoré collectivement à Yad Vashem par une plaque et un arbre planté en hommage au roi et au mouvement de résistance danois - et par un bateau de pêche authentique du village danois de Gilleleje. Par ailleurs, une poignée d'individus fut honorée de la médaille de juste. Et Georg Ferdinand Duckwitz, le fonctionnaire allemand qui a révélé l’organisation de la rafle, est également sur la liste de Yad Vashem.
Dans le square du Danemark (Kikar Denya) à Beit Hakerem, Jérusalem, une statue de navire stylisé du sculpteur Roda Reilinger (he) rend hommage au sauvetage.
Le Musée américain de l'Holocauste à Washington DC expose en permanence un bateau de sauvetage authentique utilisé dans plusieurs passages dans le sauvetage de quelque 1400 Juifs.

### Liste partielle des sauveteurs danois
Alors que seulement quelques Danois, la plupart non-membres de la résistance, qui se trouvaient être connus par le Juif qu’il ou qu’elle a aidé, sont inscrits sur la liste de Yad Vashem, il y avait plusieurs centaines, sinon quelques milliers, de Danois ordinaires qui ont pris part aux efforts de rescousse. Ils travaillaient le plus souvent au sein de petits groupes spontanément organisés et «sous couverture». Connus seulement par leurs noms fictifs ils ne pouvaient généralement pas être identifiés par ceux qui ont été sauvés et donc ne répondaient pas aux critères de Yad Vashem pour recevoir l'honneur « Juste parmi les Nations ». Voici une liste partielle de quelques-uns des sauveteurs les plus importants, à l'intérieur et à l'extérieur du mouvement de résistance formel, dont les noms ont fait surface au fil des années,,,,:
- Fanny Arnskov
- Knud Dyby
- Ellen Marie Christensen
- Aage and Gerda Bertelsen
- Richard and Vibeke Ege
- Jørgen Gersfelt
- Ejler Haubirk
- Steffen Hansen
- Ole Helwig
- Leif B. Hendil
- Erik Husfeldt
- Signe (Mogensen) Jansen
- Robert Jensen
- Jørgen Kieler
- Elsebeth Kieler
- Erling Kiær
- Karl Henrik Køster
- Thormod Larsen
- Steffen Lund
- Ebba Lund
- Ellen W. Nielsen
- Robert Petersen
- Paul Kristian Brandt Rehberg
- Ole Secher
- Svenn Seehusen
- Erik Stærmose
- Henny Sunding
- Laust Sørensen
- Henry Thomsen
- Henry Rasmussen
- Børge Rønne
- Mogens Staffeldt
- Ellen W. Nielsen
- Hilbert Hansen
- Thora Daugaard

## Dans la culture populaire

### Littérature
- Le livre Compte les étoiles (1989) de Lois Lowry est un récit fictif du sauvetage d'une famille juive danoise.
- Le livre de Carol Matas Lisa's war et Jasper sont des récits fictifs sur une fille juive et sur l'implication de son frère dans le mouvement de résistance du Danemark.
- Le roman populaire d'Elliot Arnold, A Night of Watching (1967), est un récit fictif des événements entourant le sauvetage. Certains des officiers allemands réels qui ont été impliqués, tels que Werner Best et Adolf Eichmann, sont intégrés dans l'histoire.
- Le roman de Sandi Toksvig, Le Canari d'Hitler, prend place au Danemark pendant l'occupation allemande, et l'histoire est centrée sur une famille impliquée dans le mouvement de résistance.
- Léon Uris se réfère au mythe du roi danois et de l'étoile jaune dans son roman Exodus (1958) (référence supprimée dans la version danoise), tout comme le film du même nom.